# Dufouria
Dufouria – rodzaj muchówek z rodziny rączycowatych (Tachinidae).

## Wybrane gatunki
- D. chalybeata (Meigen, 1824)
- D. nigrita (Fallén, 1810)